# Kollonich László
Gróf Kollonics László (Bécs, 1736. december 7. – Kalocsa, 1817. április 23.) katolikus püspök, kalocsai érsek.

## Élete
Báró Zay László és Kollonics M. Eleonóra fia. 1760–1774 között nagyváradi kanonok és nagyprépost, 1775. április 24-étől erdélyi, 1780. június 25-étől pedig nagyváradi püspök és ebből kifolyólag Bihar vármegye örökös főispánja lett. 1788. március 10-én kalocsai érsekké nevezték ki. Valóságos belső titkos tanácsos, a Hétszemélyes Tábla bírája. 1799-től pedig a magyar királyi helytartótanács tagja volt.

## Művei
- Excelsi proceres et inclyti status. ac ordines regni Hungariae. Budae, 1790
- Kollonics Ladislaus… petit repositionem in officium perpetui comitis Bácsiensis. Uo. 1790
- Sermo occasione introductionis ordinis S. Benedicti et installationis primi post restitutionem archi-abbatis… dictus die 25. Aprilis 1802. Posonii
- Sermo, quem … die 2. Junii 1788., quippe occasione solennis in metrop. suam sedem ingressus, et installationis ad clerum et populum archi-dioecesis suae habuit. Pesthini (1823)